# الكسندر غرانت (سياسي)
الكسندر غرانت هو سياسي كندي، ولد في 1830. انتخب عضو مجلس نواب نوفا سكوتيا.